# Швидвин
Швѝдвин (на полски: Świdwin; на немски: Schivelbein) е град в Северозападна Полша, Западнопоморско войводство. Административен център е на Швидвински окръг, както и селската Швидвинска община, без да е част от нея. Самият град е обособен със самостоятелна градска община с площ 22,38 км2.